# Envenenamento de Sergei e Yulia Skripal
O caso do envenenamento do ex-agente russo Sergei Skripal e de sua filha Yulia é uma tentativa de assassinato, através de um ataque químico, ocorrida às 16h15, no dia 4 de março de 2018, na cidade de Salisbury, no condado de Wiltshire, na Inglaterra, Reino Unido.
Em 4 de março de 2018, o ex-oficial de inteligência militar russo Sergei Skripal e sua filha Yulia foram supostamente envenenados em Salisbury, Inglaterra, com um agente nervoso Novichok.
Em 26 de março, as vítimas ainda estavam no hospital em estado crítico e os médicos disseram que talvez não se recuperariam completamente. Um policial que realizou a investigação também ficou seriamente doente e recebeu alta do hospital em 22 de março. Funcionários da inteligência britânica e da polícia identificaram 38 pessoas como sendo afetadas pelo gás nervoso.
Em 14 de março, após acusar a tentativa de homicídio da Rússia, autoridades do governo britânico anunciaram medidas contra a Rússia, incluindo a expulsão de numerosos diplomatas acusados de serem agentes secretos. O Reino Unido recebeu apoio dos Estados Unidos e de outros aliados, enquanto a Rússia negou as alegações. A União Europeia, a OTAN e muitos outros países tomaram medidas semelhantes contra a Rússia.
Em 26 de março, os Estados Unidos ordenaram a expulsão de 60 funcionários diplomáticos russos e o fechamento do consulado russo em Seattle. No mesmo dia, 31 países anunciaram a expulsão de mais de 140 diplomatas russos.

## Expulsão de diplomatas e oficiais de inteligência russos

Países e associações que aderiram à expulsão de diplomatas russos em verde.

No final de março de 2018, vários países e outras organizações expulsaram diplomatas russos em uma demonstração de solidariedade ao Reino Unido, no que foi chamado de "a maior expulsão coletiva de oficiais de inteligência russa da história":
- Reino Unido – 23
- Estados Unidos – 60
- Ucrânia – 13
- OTAN – 7
- Canadá – 4[23]
- França – 4
- Alemanha – 4
- Polônia – 4
- República Tcheca – 3
- Lituânia – 3
- Moldávia – 3
- Albânia – 2
- Dinamarca – 2
- Países Baixos – 2
- Itália – 2
- Espanha – 2
- Austrália – 2
- Estônia – 1
- Croácia – 1
- Finlândia – 1
- Geórgia - 1
- Hungria – 1
- Letônia – 1
- Romênia – 1
- Suécia – 1
- Noruega – 1
- Macedônia – 1
- Irlanda – 1
- Bélgica – 1
- Montenegro – 1

Bulgária, Luxemburgo, Malta, Portugal, Eslováquia, Eslovênia e a própria União Europeia não expulsaram diplomatas russos, mas chamaram seus embaixadores na Rússia de volta. Além disso, a Islândia decidiu boicotar diplomaticamente a Copa do Mundo FIFA de 2018, realizada na Rússia.